# Golvsockel
En golvsockel (även golvlist) är den byggnadsdelen som utgör väggens avslutning mot golvet. Golvsockelns tekniska uppgift är dels att dölja spalten mellan golvbeläggning och vägg, dels att skydda väggens nedersta delar mot nötning. 
Höga och rikt profilerade golvsocklar kan tillsammans med en bröstpanel även bidra till den arkitektoniska gestaltningen av ett rum. Golvsocklar är vanligen av trä eller plast men i samband med golvbeläggningar av stenmaterial kan även socklar av stenmaterial användas. Plastsocklar kan vara utformade så att ledningar kan döljas i dem. Träsocklar finns i talrika mått och profileringar, fabriksmålade eller i natur. Golvsocklar i standardutförande enligt SS 23 28 11 och SS 23 28 12 tillverkas av hyvlad furu och är fabrikslackerade vita med tjocklek 12mm och höjd 42mm, 52mm, 57mm eller 70mm. 
| Golvsockel furu natur med allmogeprofilering och höjd 120mm (vänster) och en fabriksmålad standardsockel med höjd 70mm. |  | Golvsockel furu natur med allmogeprofilering och höjd 120mm (vänster) och en fabriksmålad standardsockel med höjd 70mm. |
| Golvsockel furu natur med allmogeprofilering och höjd 120mm (vänster) och en fabriksmålad standardsockel med höjd 70mm. |  | |